# Карадере (вилает Лозенград)
Вижте пояснителната страница за други значения на Карадере.
Карадере или Кара дере (на турски: Karadere) е село в Източна Тракия, Турция, Околия Лозенград, Вилает Лозенград.

## География
Селото се намира в Странджа на 20 километра северно от вилаетския център Лозенград (Къркларели), близо до границата с България.

## История
В 19 век Карадере е българско село в Бунархисарска кааза на Османската империя. Според „Етнография на вилаетите Адрианопол, Монастир и Салоника“, издадена в Константинопол в 1878 година и отразяваща статистиката на населението от 1873 Карадере (Caradéré) е село със 130 домакинства и 540 жители българи.
При потушаването на Илинденско-Преображенското въстание през 1903 година Карадере силно пострадва. Всичките 90 къщи са изгорени, а населението е избягало.
Според статистиката на професор Любомир Милетич в 1912 година в селото живеят 90 български екзархийски семейства.
При избухването на Балканската война в 1912 година 4 души от Карадере са доброволци в Македоно-одринското опълчение.
Българското население на Карадере се изселва след Междусъюзническата война в 1913 година.

## Личности
Родени в Карадере
- Анастас Петков Михайлов (1881 - след 1943), български революционер от ВМОРО
- Васил Жеков Атанасов (? – 1916), български военен деец, младши подофицер, загинал през Първата световна война[5]
- Георги Димитров Доколянков (1868 - 1940), български революционер от ВМОРО
- Груди Щ. Грудев (Анастасов, 1884 – 1913), македоно-одрински опълченец, 3 рота на 13 кукушка дружина, безследно изчезнал в Междусъюзническата война на 25 юни 1913 година[6]
- Грудю Стирянов (Грую, 1884 – ?), македоно-одрински опълченец, 1 рота на Лозенградската партизанска дружина[7]
- Ефтим Жеков Атанасов (1883 - след 1943), български революционер от ВМОРО
- Иван Атанасов (Анастасов, 1884 – ?), македоно-одрински опълченец, жител на Дерекьой, 1 рота на Лозенградската партизанска дружина, 1 рота на 14 воденска дружина[8]
- Иван Николов (1870 - след 1943), български революционер, член на ВМОРО от 1901 година, член на революционния комитет в Карадере от 1902, войвода на смъртната дружина в Карадере през Илинденско-Преображенското въстание[9]
- Илия Драганов Стоев (1877 - след 1943), български революционер от ВМОРО
- Илия Стойков (1890 – 1913), македоно-одрински опълченец, 3 рота на 11 сярска дружина[10]
- Михаил Стоянов, деец на ВМОРО, четник на Михаил Даев[11]
- Петко Атанасов (Анастасов) Киров (1861 - след 1943), български революционер от ВМОРО
- Петко Тодоров Петков (1868 - след 1943), участник в Илинденско-Преображенското въстание; на 15 април 1943 година, като жител на Долен Близнак, Варненско, подава молба за българска народна пенсия, която е одобрена и пенсията е отпусната от Министерския съвет на Царство България[12]
- Станю Петков Едрев (1872 - 1940), български революционер от ВМОРО